# Bücker Bü 180
Bücker Bü 180 Student – dwumiejscowy niemiecki samolot sportowy i szkoleniowo-treningowy skonstruowany w zakładach Bücker-Flugzeugbau.

## Historia
Samolot Bücker Bü 180 Student został skonstruowany w zakładach Bücker-Flugzeugbau. Bü 180 był samolotem sportowym i treningowym. Prototyp samolotu został oblatany w listopadzie 1937 roku. Powstało tylko kilka egzemplarzy tego samolotu, ale stał się on podstawą do opracowania samolotów Bücker Bü 181 Bestmann oraz Bücker Bü 182 Kornett.
Bücker Bü 180 był jednosilnikowym, dwumiejscowym, dolnopłatem o konstrukcji mieszanej. Skrzydła samolotu pokryte tkaniną wykonane były z drewna. Silnik samolotu był napędzany przez dwułopatowe śmigło również wykonane z drewna. W samolocie zastosowano podwozie stałe z kółkiem ogonowym. Załoga samolotu siedziała jeden za drugim w nieosłoniętych kabinach z możliwością ich przykrycia.

## Wersje
- Bü 180A – pierwsza wersja produkcyjna, wyposażona w silnik Zündapp Z9-092 o mocy 37 kW
- Bü 180B – druga wersja produkcyjna, wyposażona w silnik Walter Mikron II(inne języki) o mocy 45 kW
- Bü 180C – nigdy nie wyprodukowany wariant wyposażony w silnik Bücker Bü M700 o mocy 60 kW